# Agrostophyllum stipulatum
Agrostophyllum stipulatum es una orquídea epífita originaria del sudoeste de Asia.
El nombre común de Agrostophyllum stipulatum significa "la Agrostophyllum similar a paja".

## Distribución y hábitat
Se encuentra en Birmania, Tailandia, Borneo, Java, Malasia Peninsular, Filipinas, Célebes, las Islas Salomón, Sumatra, en alturas de 200 a 400 m s. n. m.

## Descripción
Es una planta de tamaño mediano que prefiere clima cálido a fresco, es epífita, rara vez se encuentra ramificada, en su juventud tiene muchas hojas en 2 filas en el tallo, las hojas son  oblongas, con el ápice profundamente bi-lobulado, obtuso lobuladas y  sésiles que florece en una inflorescencia terminal en forma de corimbo con una única flor de 1.1 cm de ancho con 3 brácteas florales.

## Nombre común
- Español:
- Inglés: The Straw-Like Agrostophyllum.[1]

## Sinonimia
- Agrostophyllum bicuspidatum J.J.Sm. 1903;
- Agrostophyllum callosum (Blume) J.J.Sm. 1905;
- Agrostophyllum celebicum Schltr. 1911;
- Agrostophyllum confusum J.J.Sm. 1920;
- Agrostophyllum stipulatum subsp. bicuspidatum (J.J.Sm.) Schuit. 1997;
- Agrostophyllum stipulatum subsp. stipulatum;
- Appendicula callosa Blume 1825;
- Appendicula stipulata Griff. 1851;
- Appendiculopsis bicuspidata (J.J.Sm.) Szlach. 1995;
- Appendiculopsis celebica (Schltr.) Szlach. 1995;
- Appendiculopsis confusa (J.J.Sm.) Szlach. 1995;
- Appendiculopsis stipulata (Griff.) Szlach. 1995;
- Podochilus callosus (Blume) Schltr. 1900[1]